# Nycteris woodi
Nycteris woodi är en fladdermusart som beskrevs av K. Andersen 1914. Nycteris woodi ingår i släktet Nycteris och familjen hålnäsor. Inga underarter finns listade i Catalogue of Life. Wilson & Reeder (2005) skiljer mellan två underarter.

## Utseende
Arten blir med svans 8,6 till 10,3 cm lång, svanslängden är 4,0 till 5,5 cm och vikten varierar mellan 6,5 och 9 g. Djuret har 3,5 till 4,2 cm långa underarmar, 0,8 till 1,0 cm långa bakfötter och 2,8 till 3,5 cm stora öron. Liksom andra hålnäsor har arten hudflikar på näsan (bladet) med ett långsträckt hål i mitten. Pälsens färg på ovansidan varierar mellan brun, gråbrun och silvergrå. Några individer har mörka fläckar vid munnen eller/och vid öronen. På undersidan förekommer tydlig ljusare päls som kan vara nästan vitaktig. Den broskiga fliken (tragus) i de stora öronen är smal. Individer med gråaktig päls har genomskinlig flygmembran och hos bruna exemplar är vingarna rödbruna. De övre framtänderna har två knölar på toppen.
Nycteris woodi är inte lika robust som Nycteris macrotis och pälsen är ljusare jämförd med Nycteris parisii.

## Utbredning
Arten förekommer i sydöstra Afrika, främst i Malawi, Zambia och Zimbabwe. Nycteris woodi hittades bland annat i halvtorra savanner och vid skogsdungar.

## Ekologi
Ensamma individer eller mindre flockar vilar i trädens håligheter, i kalkstensgrottor, i bergssprickor och i byggnader.
Några kolonier kan ha upp till 50 medlemmar. Individerna jagar flygande insekter eller de plockar sina byten från växter. Lätet som används för ekolokaliseringen har en frekvens mellan 35 och 55 kHz. Antagligen har honor bara en kull med en unge per år under den varma och fuktiga tiden.

## Status
Beståndet hotas i några regioner av landskapsförändringar, störningar vid viloplatserna samt genom användning av pesticider. IUCN kategoriserar arten globalt som livskraftig.